# Lotus Evora
Lotus Evora je sportski automobil kojeg će od sredine 2009. godine proizvoditi engleski proizvođač sportskih automobila Lotus. Automobil je razvijan pod kodnim imenom Project Eagle, no serijski automobil nije dobio to ime.
Prvi planovi za proizvodnju Evore pojavili su se 2006. kada je Lotus želio proširiti svoj proizvodni program. Zamišljen je kao najveći Lotus, odnosno kao automobil na samom vrhu ponude Lotusa, što potvrđuje podatak da je to jedini Lotus s četiri sjedala. Ujedno je to i jedini automobil s četiri sjedala i središnje smještenim motorom na tržištu. 
U Evoru se ugrađuje Toyotin 3.5 litreni benzinski motor od 280 KS. To mu omogućuje ubrzanje do 100 km/h za manje od 5 sekundi i maksimalnu brzinu od 257 km/h. Lotus također tvrdi da će imati potrošnju manju od 10 litara na 100 km.
Prodaja Evore u Ujedinjenom Kraljevstvu i Zapadnoj Europi kreće u ljeto 2009. godine. Lotusov cilj je prodaja dvije tisuća Evora godišnje.

## Vanjska poveznica
- Lotus Evora  Arhivirana inačica izvorne stranice od 24. svibnja 2010. (Wayback Machine)